# 柽柳科
柽柳科共有5属约90种，其中最大的柽柳属就有55种，广泛分布在东半球的温带、热带和亚热带地区，美洲只有引进种。中国有4属27种，主要生长在西部和北方荒漠地带。
本科植物都是亚灌木或小乔木，适应生长在砂荒、草原和盐碱地的耐旱植物，可以容忍高达15,000 ppm的含盐量，叶互生，1-5毫米长，呈鳞片状，无托叶；花辐射对称，两性，单生或排成总状花序或圆锥花序；花萼和花瓣4－5；果实为蒴果。种子有束毛或有翅。
1981年的克朗奎斯特分类法将其放在堇菜目，1998年根据基因亲缘关系分类的APG 分类法将其列在石竹目下。